# Doreen Ketchens
Doreen Ketchens (Nueva Orleans, 3 de octubre de 1966) es una clarinetista de jazz estadounidense especializada en Dixieland y Trad Jazz. Ha tocado en festivales de música de alto prestigio y en embajadas de EE. UU., así como en presentaciones semanales en la Royal Street Performing Arts Zone de Dixieland en el Barrio Francés de Nueva Orleans con su banda, Doreen's Jazz New Orleans, durante las últimas décadas. Ketchens ha actuado para cuatro presidentes estadounidenses: Bill Clinton, George Bush padre, Ronald Reagan y Jimmy Carter, y fue descrita por Nola.com en 2012 como una de las embajadoras culturales de Nueva Orleans.
Fue apodada "Lady Louis" gracias a su habilidad para alcanzar y mantener poderosas notas altas en su instrumento y por su amor hacia el estilo de interpretación de Louis Armstrong, ha actuado con Ellis Marsalis, Jon Faddis, Trombone Shorty, Al Hirt, Dorothy Donegan, The Black Crowes y Jennifer Warnes. Ha sido vista en todo el mundo por millones de personas a través de sus redes sociales y videos de sus actuaciones callejeras. Ha aparecido en varios documentales sobre Nueva Orleans y su música. Además, ha participado en programas de televisión como Treme de HBO.

## Orígenes y educación
Como muchos de los músicos de Nueva Orleans (Luisiana), Ketchens creció en el barrio de Tremé.  Estudió clarinete en el colegio, comenzando como estudiante de quinto grado en la escuela Joseph Craig Elementary. Para salir de un examen sorpresa, fue a responder a un anunció que pedía a los estudiantes interesados que fueran a inscribirse a la banda del colegio. Su primera opción fue la flauta, pero al ver que la mayoría de las chicas ya escogieron ese instrumento optó por el aprender clarinete. En la escuela secundaria, el director de su banda, Donald Richardson, fue muy insistente con ella por no practicar. Cuando finalmente empezó a practicar, comenzó a emerger su talento. Tocó en la escuela secundaria John F. Kennedy en Nueva Orleans, hizo una audición y fue aceptada en NOCCA, el Conservatorio de Artes de Luisiana en Nueva Orleans. Allí comenzó a estudiar con el clarinetista Stanley Weinstein.
Doreen asistió a Delgado Community College, Universidad Loyola Nueva Orleans, Southern University en Nueva Orleans y, a través de becas, incluida una de la Filarmónica de Nueva York, The Hartt School de la Universidad de Hartford en Hartford (Connecticut) donde estudió con Henry Larsen . Estuvo de interina en la sinfónica de Hartford.
Se formó en una amplia lista de conservatorios. Además de esto también estudió cocina en la universidad. Conoció a su esposo en la Universidad de Loyola, el cual se convertiría en el arreglista y saxafonista de Doreen's Jazz New Orleans, Lawrence Ketchens. Encontró su pasión en el jazz con Lawrence.

## Carrera
Ketchens realizó su primer concierto de jazz con Lawrence en la Convención Nacional Republicana de 1987. Dirigió una cafetería llamada "Doreen's Sweets" durante un tiempo hasta que decidió, junto a Lawrence, que podrían dedicarse a la música callejera. La pareja comenzó a actuar en las calles de Nueva Orleans en 1987.
Comenzó a tocar en Jackson Square con su primera banda, Jackson Square All-Stars. La banda evolucionó hasta convertirse en Doreen's Jazz New Orleans y, después de muchas luchas y problemas con el chovinismo de los propietarios de los clubes de jazz tradicionales, lograron encontrar una fórmula ganadora tocando y entreteniendo a las multitudes a través de sus espectáculos callejeros, festivales de jazz y luego, a través de la venta de sus propios discos y videos en Internet. Ketchens ha estado difundiendo el jazz estadounidense en África, Asia, Canadá, Europa, América del Sur, Rusia y los Estados Unidos gracias a los programas patrocinados por el Jazz en el Lincoln Center y el Departamento de Estado de los Estados Unidos.
Doreen presentó a su hija, Dorian Ketchens-Dixon, como baterista en el New Orleans Jazz & Heritage Festival con tan solo nueve años. Hoy en día es común ver a madre e hija tocando juntas en la banda familiar en las calles de Nueva Orleans.
El grupo de Ketchens aparece en festivales de jazz en Nueva Orleans y en festivales de música, ferias y exhibiciones por todo el mundo. En 2006, formó parte de un programa de intercambio cultural sudafricano con la Field Band Foundation patrocinado por la Oficina de Asuntos Educativos y Culturales y Jazz del Departamento de Estado de EE. UU. en el Lincoln Center de Johannesburgo, Durban y Ciudad del Cabo.
Ha aparecido en numerosos documentales sobre Nueva Orleans, su herencia y música, incluidos varios perfiles de WWOZ, la estación de radio Jazz de Nueva Orleans que incluye perfiles de video y programas de audio, y docenas de artículos de los principales periódicos y revistas de todo el mundo.[cita requerida]

## Festivales de música y jazz
Festivales de música y jazz en los que Doreen Ketchens ha participado:
- Festival de Jazz y Patrimonio de Nueva Orleans
- Festival del Barrio Francés
- Satchmo SummerFest, Nueva Orleans
- Feria Estatal de Iowa, Des Moines
- Festival de Jazz de Invierno de Dubuque, Dubuque, Iowa
- Festival de Jazz de Modesto 11th Street, Modesto, California
- 31 ° Festival Internacional de Regreso a Casa, Calais, Maine

## Filmografía y videografía
Los videos de las actuaciones callejeras de Doreen han sido vistos por millones de personas gracias a los medios de comunicación y las redes sociales como YouTube o Facebook, donde algunos de sus videos han alcanzado varias millones de visitas. Además de esto, Ketchens también ha participado en varios largometrajes y películas:
| Año  | Episodio                                           | Programa                                                      | Plataforma | Rol      |
| ---- | -------------------------------------------------- | ------------------------------------------------------------- | ---------- | -------- |
| 2013 | "Civil Dysfunction Meets Civil Disobedience"       | Treme                                                         | HBO        | Sí misma |
| 2013 | "Yes, Yes We Can"                                  | Treme                                                         | HBO        | Sí misma |
| 2013 |                                                    | Tyler Perry's Temptation: Confessions of a Marriage Counselor |            | Cantante |
| 2006 | Doreen's Jazz New Orleans Live in Korea 2006       | DJNO Records                                                  | DVD        | Sí misma |
| 2015 | Doreen's Jazz New Orleans Live in New Orleans 2015 | DJNO Records                                                  | DVD        | Sí misma |

### Vídeos
- This Train - New Orleans Calling, WWOZ.org

## Discografía
| Año  | Álbum | Discográfica |
| ---- | --- | ------------ |
| 2015 | Doreen's Jazz New Orleans Volume XXIV Live In Concert                                                         | DJNO Records |
| 2014 | Doreen's Jazz New Orleans Volume XXII Dorian Steppin' Out Series Part 1 Dorian Did Dat!                       | DJNO Records |
| 2014 | Doreen's Jazz New Orleans Volume XXIII Dorian Steppin' Out Series Part 2 Dorian Did Dat Again!!! You Go Girl! | DJNO Records |
| 2012 | Doreen's Jazz XXI Triple Threat Series Part IV Something Extra Little Drummer Girl                            | DJNO Records |
| 2012 | Doreen's Jazz XX Triple Threat Series Part III Who Dat Playin On The Streets?                                 | DJNO Records |
| 2012 | Doreen's Jazz XVIV Triple Threat Series Part II "Blaclisted" Hate Has Made Us Great!                          | DJNO Records |
| 2011 | Doreen's Jazz XVIII Triple Threat Series New Orlean's Best Kept Secrets                                       | DJNO Records |
| 2006 | Volume XVII Finally (Part 2)                                                                                  | DJNO Records |
| 2006 | Doreen's Jazz Volume XVI Finally (Part 1)                                                                     | DJNO Records |
| 2003 | The Band! The Band!                                                                                           | DJNO Records |
| 2002 | Doreen's Jazz Volume XIV Bill Bailey                                                                          | DJNO Records |
| 2001 | Doreen's Jazz New Orleans - Volume XI What A Wonderful World                                                  | DJNO Records |
| 2001 | Volume XII - Jackson Square Jam!                                                                              | DJNO Records |
| 2001 | A New Orleans Christmas                                                                                       | DJNO Records |
| 1999 | Doreen's Jazz New Orleans -Volume IX 2 for 2000 "Swing Out"                                                   | DJNO Records |
| 1999 | Doreen's Jazz New Orleans - Volume X 2 for 2000 Show Your 'Tits' At Mardi Gras                                | DJNO Records |
| 1998 | Doreen's Jazz New Orleans -Volume VIII God Is My Rock                                                         | DJNO Records |
| 1997 | Doreen's Jazz New Orleans -Volume VII Crescent City Swing                                                     | DJNO Records |
| 1996 | Doreen's Jazz New Orleans - Volume VI The Blues                                                               | DJNO Records |
| 1995 | Doreen's Jazz New Orleans - Volume V Mama Don't Want                                                          | DJNO Records |
| 1994 | Taipei '94 | DJNO Records |

## Colaboraciones con programas de radio
| Año  | Episodio                           | Programa            | Estación | Formato  |
| ---- | ---------------------------------- | ------------------- | -------- | -------- |
| 2015 | On Jackson Square and Royal Street | New Orleans Calling | WWOZ     | Radio FM |